# Yllka
Yllka är ett kvinnonamn med albanskt ursprung med betydelsen stjärna från albanska ordet ylli. Det fanns år 2008 36 personer med Yllka som förnamn i Sverige, varav 35 som tilltalsnamn.

## Personer
- Yllka Kuqi – kosovoalbansk sångerska